# Akihiro Hino
Akihiro Hino (日野 晃博 Hino Akihiro?) (nacido el 20 de julio de 1968 en Ōmuta, Fukuoka) es el presidente y director ejecutivo de la empresa desarrolladora de videojuegos japonesa Level-5.

## Biografía
Antes de fundar Level-5 en octubre de 1998, Hino empezó su carrera en la industria del videojuego a principios de los 90 en la difunta desarrolladora japonesa Riverhill Soft, concretamente en la saga OverBlood para PlayStation. Hino actuó como líder de programación en el primer OverBlood y fue ascendido a director y líder de diseño de la secuela OverBlood 2.
Desde la creación de Level-5, Hino ha diseñado, planeado y producido cada uno de los títulos que ha lanzado el estudio entre los que se encuentran: Dark Cloud, Dark Chronicle y Rogue Galaxy para PlayStation 2, Jeanne d'Arc para PlayStation Portable, y El profesor Layton y la villa misteriosa y sus secuelas para Nintendo DS y Nintendo 3DS. También dirigió Dragon Quest VIII de Square Enix para PlayStation 2
Después Hino, asumió una vez más el diseño y producción de los derechos de los títulos de Level-5, White Knight Chronicles para PlayStation 3, y los próximos capítulos de las series Profesor Layton e Inazuma Eleven para Nintendo DS y Nintendo 3DS. Además produjo Dragon Quest IX: Centinelas del firmamento, también para Nintendo DS, que es la segunda colaboración del estudio con la factoría de RPG Square Enix.
En 2011, Hino y Level-5 fueron contratados por primera vez por Sunrise para desarrollar un videojuego basado en la franquicia Gundam. Interesado en trabajar para ellos, Hino escribió un resumen de la trama para un anime que Bandai aprobó, lo que llevó a la producción de la serie de anime Mobile Suit Gundam AGE con Hino a cargo de los guiones.

### Trabajos
| Título                                           | Plataforma               | Año lanzamiento (Europa) | Cargo                                            |
| ------------------------------------------------ | ------------------------ | ------------------------ | ------------------------------------------------ |
| OverBlood                                        | PlayStation              | 1996                     | Líder de programación                            |
| OverBlood 2                                      | PlayStation              | 1998                     | Diseñador líder, Escenarios, Director            |
| Dark Cloud                                       | PlayStation 2            | 2000                     | Diseñador líder, Escenarios, Productor           |
| Dark Chronicle                                   | PlayStation 2            | 2002                     | Diseñador líder, Escenarios, Productor           |
| Dragon Quest VIII                                | PlayStation 2            | 2004                     | Director                                         |
| Rogue Galaxy                                     | PlayStation 2            | 2005                     | Diseñador líder, Escenarios, Productor, Director |
| Jeanne d'Arc                                     | PlayStation Portable     | 2006                     | Diseñador líder, Escenarios, Productor           |
| Rogue Galaxy: Director's Cut                     | PlayStation 2            | 2007                     | Diseñador líder, Escenarios, Productor, Director |
| El Profesor Layton y la Villa Misteriosa         | Nintendo DS              | 2008                     | Diseñador líder, Escenarios, Productor           |
| El Profesor Layton y la Caja de Pandora          | Nintendo DS              | 2009                     | Diseñador líder, Escenarios, Productor           |
| Inazuma Eleven                                   | Nintendo DS              | 2011                     | Productor                                        |
| El Profesor Layton y el Futuro Perdido           | Nintendo DS              | 2010                     | Diseñador líder, Escenarios, Productor           |
| White Knight Chronicles                          | PlayStation 3            | 2010                     | Diseñador líder, Escenarios, Productor, Director |
| El Profesor Layton y la llamada del espectro     | Nintendo DS              | 2011                     | Diseñador líder, Escenarios, Productor           |
| Dragon Quest IX: Centinelas del firmamento       | Nintendo DS              | 2010                     | Productor                                        |
| El Profesor Layton y la Máscara de los Prodigios | Nintendo 3DS             | 2012                     | Diseñador líder, Escenarios, Productor           |
| Mobile Suit Gundam AGE                           | TV (Anime)               | 2012                     | Diseñador líder, Escenarios, Productor           |
| El Profesor Layton y el Legado de los Ashalanti  | Nintendo 3DS             | 2013                     | Diseñador líder, Escenarios, Productor           |
| Ni no Kuni                                       | PlayStation 3            | 2013                     | Diseñador líder, Escenarios, Productor           |
| Ni no Kuni                                       | Cine (película de anime) | 2019                     | Guion                                            |
| Yo-kai Watch 4                                   | PS4/Nintendo Switch      | 2019                     | ¿?                                               |